# 杜惟熙
杜惟熙（?—?），字子光，号见山。东阳人。
早年講學於五峰書院，好姓氏谱学，終生鑽研不倦，生活节俭，好濟貧，尝言：“学者一息不昧，则万古皆通；一刻少宽，即终朝欠缺。”。有弟子陳時芳。